# 瓦萊特島
瓦萊特島（英語：Valette Island），是南極洲的島嶼，位於南奧克尼群島的勞里島南岸，屬於南奧克尼群島的一部分，是米爾灣入口處西部，長0.4公里，由蘇格蘭探險隊繪入地圖，現時由南極條約體系管理。